# ینگجه قشلاق
ینگجه قشلاق یک روستا در ایران است که در دهستان سنجبد جنوبی واقع شده‌است. ینگجه قشلاق ۱۳۸ نفر جمعیت دارد.